# Colbinabbin
Colbinabbin is een plaats in de Australische deelstaat Victoria en telt 111 inwoners (2006).